# فرودگاه سینت‌جولینن
فرودگاه سینت‌جولینن (به انگلیسی: Sainte-Julienne Aerodrome) یک فرودگاه خصوصی است که یک باند فرود چمن دارد و طول باند آن ۶۴۰ متر است. این فرودگاه در شهر سنت ژولین، کبک کشور کانادا قرار دارد و در ارتفاع ۸۵ متری از سطح دریا واقع شده است.